# Robert Cowell
Robert Elmer Cowell- detto Bob- (12 giugno 1924 – Athens, 11 gennaio 1960) è stato un nuotatore statunitense.

## Carriera
Specializzato nel dorso, vinse la medaglia d'argento ai Giochi Olimpici di Londra 1948 sulla distanza dei 100 m.

## Palmarès
- Giochi olimpici estivi

Londra 1948: argento nei 100m dorso.